# Постельный клоп
Посте́льный клоп, также дива́нный клоп (лат. Cimex lectularius в средних широтах и лат. Cimex hemipterus в тропиках) — вид клопов рода Cimex, распространённое облигатное синантропное кровососущее насекомое. Является эктопаразитом человека и теплокровных животных — питается их кровью.

## Морфология

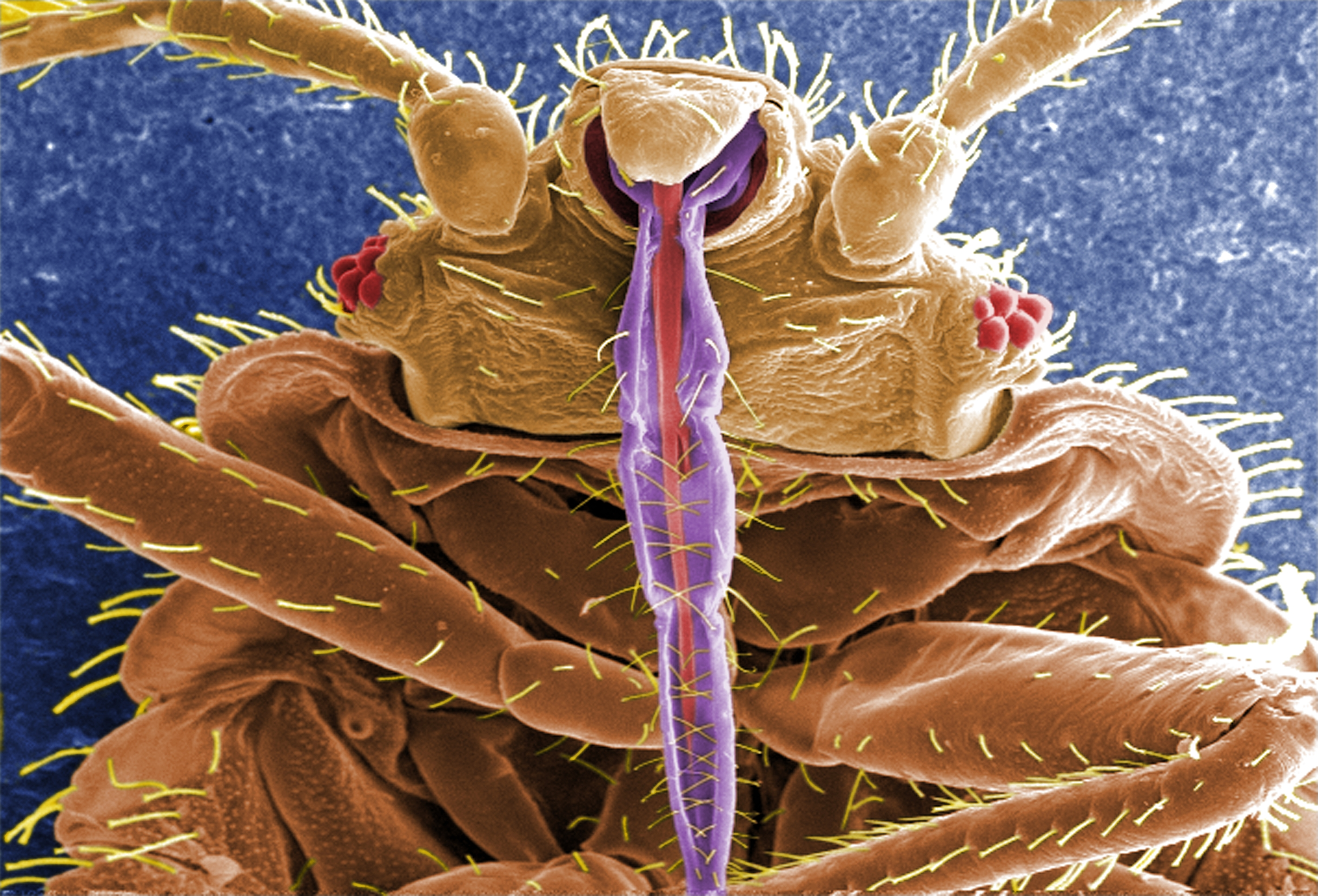
Изображение клопа вида Cimex lectularius, полученное на растровом электронном микроскопе. Цвета добавлены при цифровой обработке; части ротового аппарата, предназначенные для прокалывания кожи, выделены фиолетовым и красным.

Постельный клоп имеет сильно сплющенное тело длиной от 3 до 8,4 мм в зависимости от насыщения кровью. Самцы в среднем меньше самок. Окраска от грязно-жёлтого до тёмно-коричневого цвета. От переднего края головы отходит хоботок, приспособленный для прокола тканей и сосания крови. Верхние и нижние челюсти имеют вид колющих нерасчленённых щетинок и образуют два канала: широкий — для принятия крови и узкий — для выделения слюны в место укола.
Благодаря геометрии и гибкости сегментированного тела голодный клоп слабо уязвим для механических способов борьбы с ним. Сытый клоп становится менее подвижным, его тело приобретает более округлую форму и соответствующий крови окрас (по цвету которого — от алого до чёрного — можно примерно определить, когда данная особь последний раз питалась).

## История распространения
Первоначальным местом обитания постельного клопа, вероятно, были пещеры Среднего Востока, населённые людьми и летучими мышами. Впервые о них упоминается в древнегреческих источниках в 400 году до нашей эры, позже о них писал Аристотель. Плиний в своей «Естественной истории» наделял клопов способностью лечить змеиные укусы и ушные инфекции. Вера в медицинскую ценность постельных клопов просуществовала по крайней мере до XVIII века, когда Гэттар рекомендовал использовать их в лечении истерии. Первые упоминания в Германии в XI веке, во Франции в XIII веке, в Англии в 1583, хотя до 1670 года встречались там редко. В XVI веке завоеватели Нового Света завезли его на американский континент. Однако, помимо жилища человека, постельный клоп встречается и в природе: в дуплах деревьев, в пещерах и т. д. Известно его нахождение в Бахарденской пещере в Туркмении. Пещера, расположенная на северном склоне Копет-Дага, труднодоступна и редко посещается человеком. Клопы найдены в той её части, которая совершенно лишена света; здесь они встречаются в помёте летучих мышей и даже в воде подземного озера, куда, по-видимому, падают с мест скопления этих животных на сводах пещеры. В Даурской степи клоп обитает в норах грызунов (даурская пищуха, стадная полёвка и др.), а также в гнёздах полевых воробьёв, трясогузок и ласточек, устроенных на постройках человека. Знания этой стороны жизни постельного клопа пока очень отрывочны.

## Образ жизни

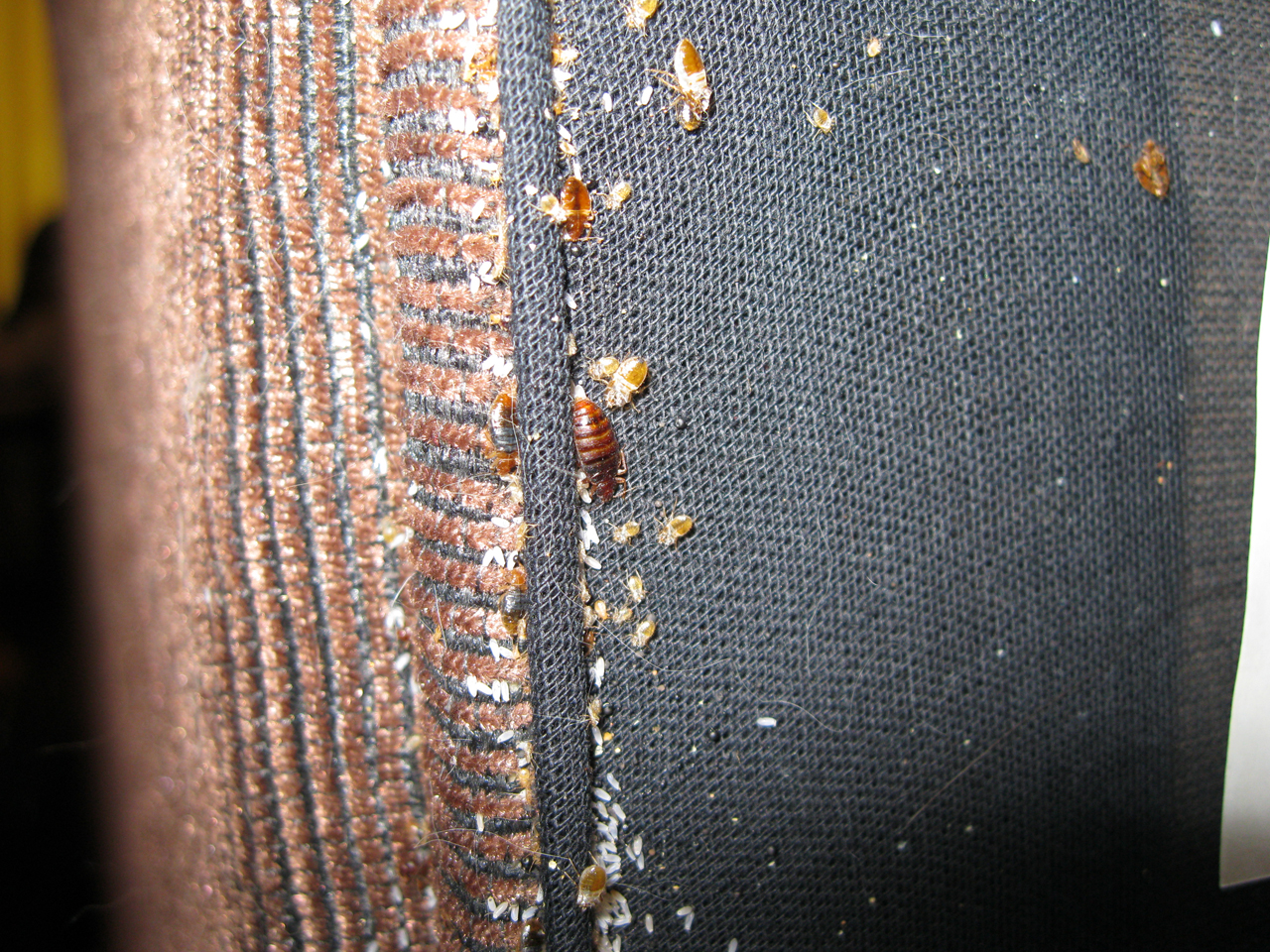
Постельные клопы и их кладка

Паразитический образ жизни и питание кровью характерно для обоих полов имаго, а также для личиночной стадии. Ведёт ночной образ жизни, а днём прячется в щелях стен, под обоями, в пазах мебели, книгах, одежде, постелях, электронике, в затемнённых и тёплых местах, в клетках птиц и животных; однако при сильном голоде может нападать и днём. У клопов нет чего-либо вроде гнезда, как, например, у муравьёв, однако они склонны скапливаться в безопасных местах поблизости от источника пищи. Такие места можно визуально опознать по тёмным пятнам экскрементов насекомых, вместе с которыми можно обнаружить их яйца и шкурки личинок. Клопы одинаково хорошо приживаются практически в любых помещениях, вне зависимости от их санитарного состояния. В темноте клопы выходят из убежища и нападают на человека (сосут кровь на открытых участках тела), как правило в 3—8 часов утра. Питаются клопы исключительно кровью.
Средняя продолжительность жизни клопов — один год; максимальная — до 14 месяцев. При отсутствии пищи клопы могут впадать в состояние, похожее на анабиоз, в котором, при достаточно низких температурах окружающей среды, сохраняют жизнеспособность свыше одного года. В неблагоприятных условиях клопы способны мигрировать между помещениями по вентиляционным каналам, а летом — по наружным стенам домов. Взрослый клоп за одну минуту проходит свыше 1 м, нимфа — до 25 см.
У клопов прекрасно развито обоняние, пьют кровь на всех фазах развития. Для перехода в следующий возраст личинка должна выпить полную порцию крови; только после этого может произойти очередная линька. Личинка I возраста за одно кровососание выпивает порядка 1/3 мг крови; последующие возрасты соответственно больше; взрослая самка выпивает до 7 мг. Обычно питается регулярно каждые 5—10 дней, в основном кровью человека, но могут нападать и на домашних животных, птиц, крыс и мышей. В сельской местности часто переползают из заражённых птичников в дома.
Клопы способны выживать в ограниченном температурном интервале. Имаго клопов плохо переносят резкое понижение или повышение температуры окружающего воздуха. Как и личинки, при −17°С они живут только сутки, при +45°С погибают через 45 минут. При температуре 50˚С (122˚F) клопы и их яйца погибают мгновенно.

## Размножение

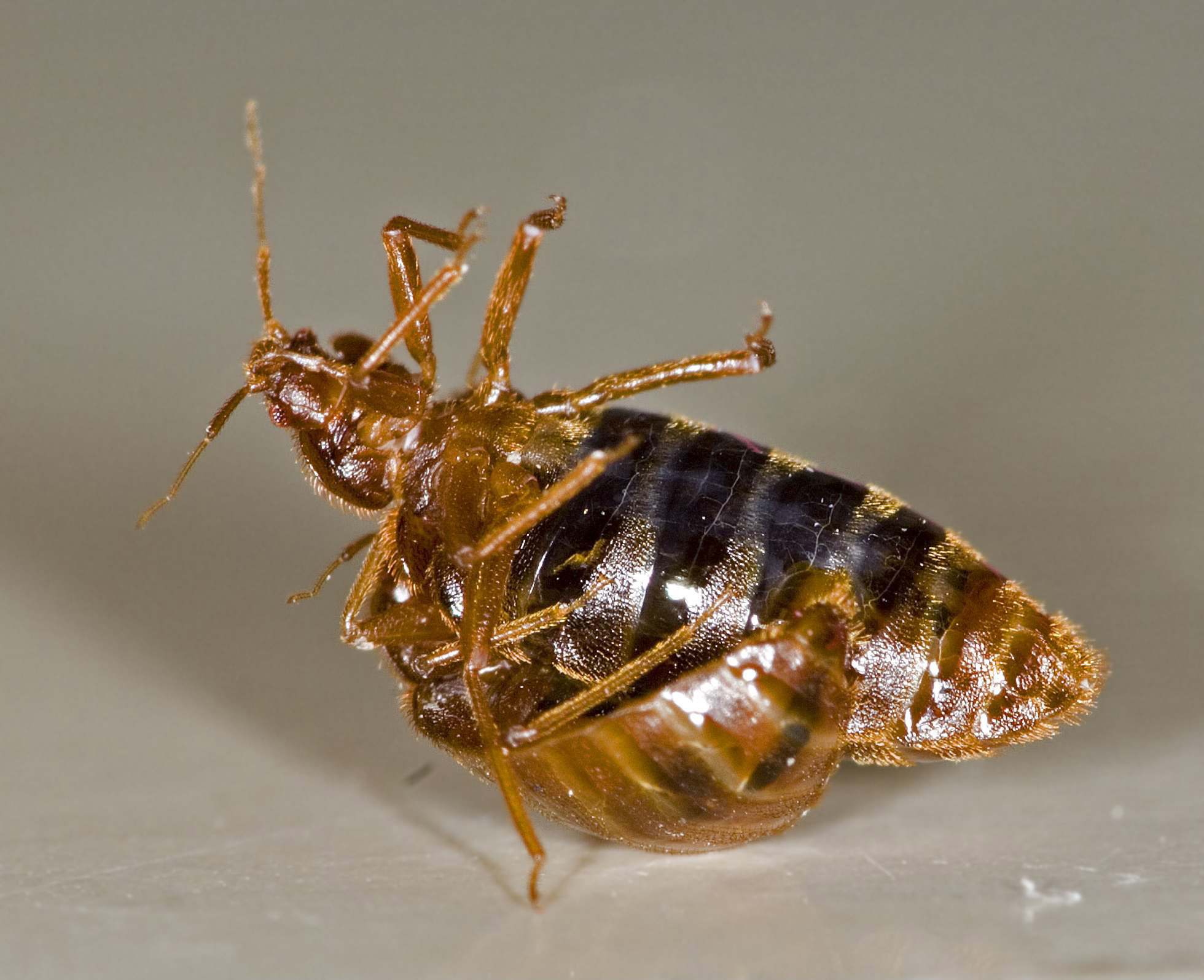
Самец клопа (Cimex lectularius) травматически осеменяет самку

Спариваются клопы путём травматического осеменения. Самец протыкает своим половым органом абдомен самки и вводит сперму в образовавшееся отверстие. У всех видов постельных клопов, кроме Primicimex cavernis, сперма попадает в одно из отделений органа Берлезе. Там гаметы могут находиться долгое время, затем по гемолимфе проникают в овариолы к сформированным яйцам. Такой способ размножения увеличивает шансы на выживание в случае длительного голодания, так как хранящиеся гаметы могут фагоцитироваться.
Насекомое с неполным превращением.
Самки откладывают до 5 яиц в сутки. Всего в течение жизни от 250 до 500 яиц. Полный цикл развития от яйца до имаго составляет 30—40 дней. При неблагоприятных условиях — 80—100 дней.

## Наносимый вред
Достоверно не доказано, что клопы способны переносить заболевания. Тем не менее, не исключается возможность передачи ими организмов, которые вызывают туляремию, бруцеллёз, оспу, гепатит B, туберкулёз, брюшной тиф и сибирскую язву. А. Б. Дайтером показано, что испражнения клопов могут содержать риккетсии Бернета (вызывают Ку-лихорадку). Наибольший вред людям они доставляют своими укусами, лишая нормального отдыха и сна и снижая тем самым работоспособность. Кроме того, в некоторых случаях укусы могут привести к кожной сыпи, аллергии или стать психотравмирующим фактором. Во время нападения клоп, в отличие от комаров, редко остаётся на одном участке кожи — вместо этого он перемещается по ней, оставляя «дорожку» из укусов. Расстояние между укусами может достигать нескольких сантиметров. При заражении помещения возможно 500 и более укусов за одну ночь.
По разным данным до 50 % людей (преимущественно детей) не замечают укусов, что делает обнаружение клопов сложным. Обнаруживаются они по бурым следам на постели, образующимся при раздавливании клопа ворочающимся во сне человеком, которого беспокоят укусы. При значительной степени заражения помещения клопами может появиться специфический запах.
Благодаря своему обонянию клопы обнаруживают повседневную одежду человека (как правило, синтетическую) и прячутся в ней, таким образом перемещаясь в другие жилища. Также клопы могут скрываться и откладывать яйца в любой электронной технике, в картинах, книгах, коробках. Покупка бывшей в употреблении мебели — один из наиболее популярных способов завести в свою квартиру клопов.

## Борьба с клопами

### История

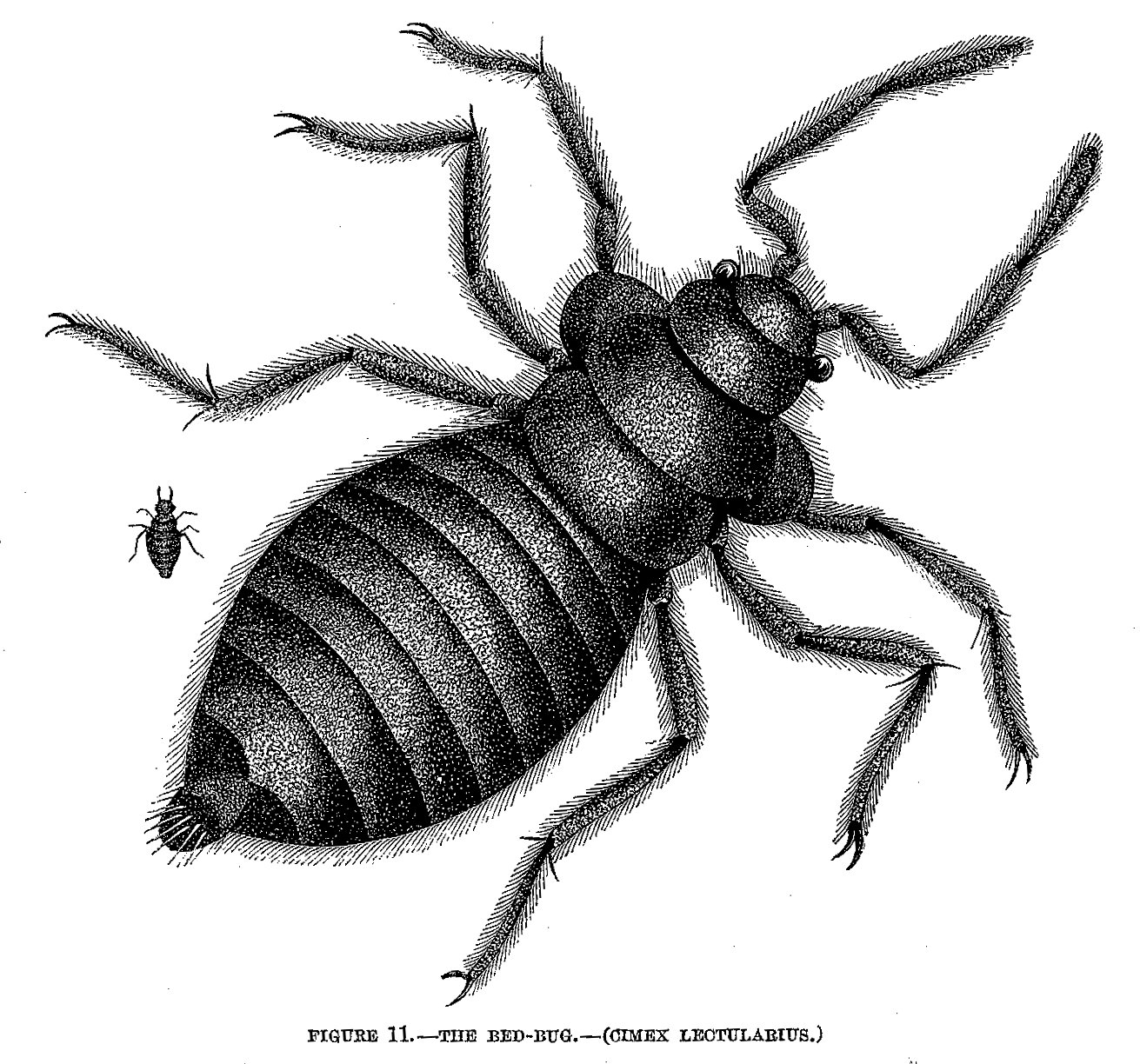
Рисунок постельного клопа, сделанный в 1860 году для журнала Harper’s

В странах Средневековой Европы царила антисанитария, такая обстановка очень благоприятствовала распространению болезней и насекомых, в частности постельных клопов. Они были везде: в лачугах и дворцах, в постоялых дворах и монастырях, везде, где селились люди. В то время в ходу были «клоповыжигалки» и «клоповарки» — устройства с длинным и тонким носиком. Внутрь насыпался уголь, который нагревал воду, и из носика выходила струя пара. С помощью длинного носика можно было проникнуть в потаённые места, где прятались клопы. Также практиковалось натирание духами, которое должно было избавить от этих насекомых; так, в книге, вышедшей в Европе в XIX веке, пишется: «У клопов чрезвычайно тонкое обоняние, поэтому во избежание укусов надо натираться духами. От запаха натёртого духами тела клопы на некоторое время бегут, но скоро, побуждаемые голодом, они превозмогают своё отвращение к запахам и возвращаются сосать тело с ещё большим ожесточением, нежели прежде».
Во многих книгах российских классиков можем наткнуться на описание «взаимоотношений» героев с клопами. Толстой в своей книге наделяет клопов хитростью. Писатель ставит кровать посередине комнаты и под каждую её ножку чашку с водой, но клопы прыгают на него с потолка. Граф уходит во двор, решив: «Вас не перехитрить».
Длительной и безуспешной борьбе с клопами посвящена глава «Рассказ о гусаре-схимнике» романа И. Ильфа и Е. Петрова «Двенадцать стульев».
Так же как и в Европе, в России заливали кровати кипятком и шпарили клопов паром. Ещё у народа в ходу были заговоры от клопов:
- «Клопы вы, клопы, меня не кусайте. У вас зубы репяные, а у меня тело кремяное».
- Если въезжаешь в дом, из которого уезжают хозяева, нужно насобирать клопов и бросить их вслед уезжающим и сказать: «Хозяева поехали, и вы пойдите».
- «Куда гроб, туда и клоп». Положить клопа из своего дома в гроб к покойнику.
- Раньше старики собирали тараканов и клопов на льдину и их отпроваживали — говорили: «Как лёд уйдет, так и клопы и тараканы все уйдут из квартиры. Лёд потащит, и их всех утащит».
- «Клопы, идите на плоты».
- «Нужно связать на нитку двух клопов, тянуть за нитку всей семьёй, пятясь задом из избы, и кричать: „Ну, ну, ну, клопики!“ При этом не нужно смеяться»[16].

Степень распространения постельного клопа в развитых странах уменьшалась с 1930-х до 1980-х, но затем стремительно увеличилась. До этого они были больше распространены в развивающихся странах, чем в развитых. Это увеличение может быть связано с увеличением международных связей, приобретением устойчивости к инсектицидам и использованием неэффективных методов борьбы с насекомыми. Падение же их популяции в 1930-х связано с обширным применением отравляющего вещества DDT для уничтожения тараканов. Возможно, этому поспособствовало также изобретение пылесоса, упрощение дизайна мебели или даже влияние неких природных циклов.
В СССР снижение численности насекомых паразитирующих на человеке осуществлялось, в том числе, и благодаря применению дезкамер сети пунктов санобработки (санпропускники). Санобработку проходили как люди, так и вещи. В первой половине и середине XX века в СССР при заселении в общежитие (в том числе и после каникул) необходимо было предъявить справку из санпропускника о прохождении санобработки.

### Современные методы борьбы
Полное уничтожение клопов и их яиц достигается полным прогреванием всего заражённого клопами помещения сухим жаром до температуры выше 48 ˚С в течение 2 часов — 2 часов 40 минут.
Среди инсектицидов наиболее эффективны пиретроиды (циперметрин, альфациперметрин, дельтаметрин, лямбда-цигалотрин). Тем не менее, пиретроиды нестабильны на воздухе и под воздействием солнечного света. Также может наблюдаться развитие нечувствительности к пиретроидам среди постельных клопов. Поэтому рекомендуется чередовать обработку с другими инсектицидами или даже использовать их совместно в рабочей эмульсии. Например, овицидным действием обладают фосфороорганические соединения, которые часто присутствуют в инсектиционных препаратах. Также в препаратах против клопов могут содержаться неоникотиноиды, производные карбаминовой кислоты, фенилпиразолы и борная кислота.
Эффективным и действенным вариантом обработки заражённой одежды, постельного белья, игрушек, обуви, рюкзаков и т. д. является сушилка для одежды, установленная на уровне средней и высокой температуры в течение от 10 до 20 минут.
Из природных средств защиты-отпугивания можно использовать цветки, листья и стебли пижмы обыкновенной или отвар из листьев багульника болотного.

### Хищники
Природными врагами постельных клопов являются грязные хищнецы, тараканы, муравьи, клещи, многоножки, пауки (особенно Thanatus flavidus). Яд фараонова муравья смертелен для паразитов. Однако биологические методы борьбы в данном случае являются не самыми предпочтительными.

## Пояснения
1. ↑  Орган Берлезе (англ. Spermalege) — специальный орган, найденный только у постельных клопов, служащий для длительного хранения сперматозоидов, а также для устранения травматических и иммунологических последствий травматического осеменения.